# Selecció grega de corfbol
La selecció grega de corfbol és dirigida per la Hellenic Korfball & Ball-Sports Federation (HKBSF) i representa Grècia a les competicions internacionals de corfbol. La federació, amb seu a Tessalònica, va ser fundada l'any 2003 i va ser reconeguda per la Federació Internacional aquell mateix any.
Va debutar l'any 2005 en un partit amistós davant Itàlia.
La federació grega va organitzar l'any 2005 un torneig internacional amb Grècia, Xipre, Bulgària i Geòrgia.

## Història
| European Bowl |                  |                    |                |
| Any           | Campionat        | Seu                | Classificació  |
| 2007          | 2a European Bowl | Sèrbia / Luxemburg | 3a plaça (Est) |
| 2009          | 3a European Bowl | Eslovàquia         | 6a plaça (Est) |

| Campionat dels Balcans |                           |                        |               |
| Any                    | Campionat                 | Seu                    | Classificació |
| 2006                   | 1r Campionat dels Balcans | Neo Petritsi (Grècia)  | 2a plaça      |
| 2007                   | 2n Campionat dels Balcans | Arandjelovac (Sèrbia)  | 2a plaça      |
| 2008                   | 3r Campionat dels Balcans | Blagoevgrad (Bulgària) | 3a plaça      |